# Кособуди (Поморське воєводство)
Кособуди (пол. Kosobudy) — село в Польщі, у гміні Бруси Хойницького повіту Поморського воєводства.
Населення — 941 особа (2011).
У 1975-1998 роках село належало до Бидгощського воєводства.

## Демографія
Демографічна структура станом на 31 березня 2011 року:
|          | Загалом | Допрацездатний вік | Працездатний вік | Постпрацездатний вік |
| -------- | ------- | ------------------ | ---------------- | -------------------- |
| Чоловіки | 478     | 114                | 312              | 52                   |
| Жінки    | 463     | 121                | 252              | 90                   |
| Разом    | 941     | 235                | 564              | 142                  |